# تشن يي (ملحنة)
تشن يي (بالصينية: 陈怡) هي عازفة بيانو وملحنة صينية، ولدت في 4 أبريل 1953 في غوانزو في الصين.

## وصلات خارجية
- تشن يي على موقع ميوزك برينز (الإنجليزية)
- تشن يي على موقع ديسكوغز (الإنجليزية)